# Houvin-Houvigneul
Houvin-Houvigneul ist eine französische Gemeinde mit 244 Einwohnern (Stand 1. Januar 2022) im Département Pas-de-Calais. Sie gehört zum Arrondissement Arras und im Kanton Avesnes-le-Comte und zum Gemeindeverband Campagnes de l’Artois.

## Lage
Die Gemeinde Houvin-Houvigneul liegt im Süden des Artois in einem Seitental der oberen Canche, 32 Kilometer westlich von Arras. Nachbargemeinden von Houvin-Houvigneul sind Monts-en-Ternois im Nordosten, Magnicourt-sur-Canche im Osten, Estrée-Wamin im Südosten, Rebreuviette im Süden, Rebreuve-sur-Canche und Canettemont im Südwesten, Sibiville im Westen sowie Moncheaux-lès-Frévent im Nordwesten.

## Bevölkerungsentwicklung
| Jahr                       | 1962 | 1968 | 1975 | 1982 | 1990 | 1999 | 2006 | 2013 | 2022 |
| -------------------------- | ---- | ---- | ---- | ---- | ---- | ---- | ---- | ---- | ---- |
| Einwohner                  | 332  | 315  | 266  | 245  | 221  | 201  | 224  | 229  | 244  |
| Quellen: Cassini und INSEE |      |      |      |      |      |      |      |      |      |

## Sehenswürdigkeiten
- Kirche Saint-Maclou in Houvin
- Kirche Saint-Kilien in Houvigneul
- Wasserturm

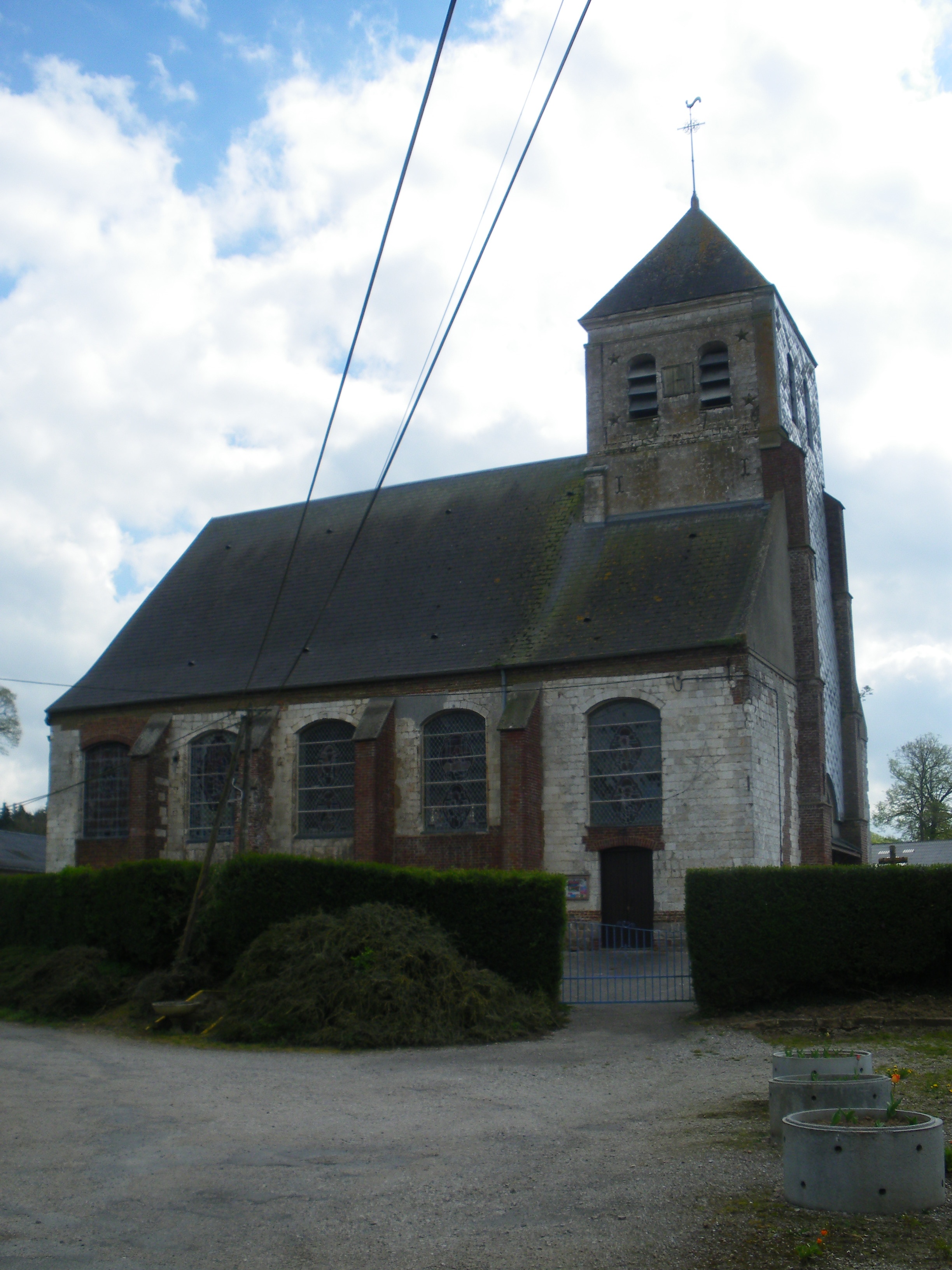
Kirche Saint-Kilien